# Varedo
Varedo ist eine norditalienische Gemeinde (comune) mit 13.876 Einwohnern (Stand 31. Dezember 2023) in der Provinz Monza und Brianza in der Lombardei. Die Gemeinde liegt etwa 15 Kilometer nördlich von Mailand und etwa 7 Kilometer westnordwestlich von Monza. 

## Verkehr
Bei Varedo kreuzen sich die Staatsstraße 35 von Mailand zum Comer See und die Provinzialstraße 527 von Monza nach Saronno. 
Der Bahnhof von Varedo liegt an der Bahnstrecke Mailand–Asso und wird von den Linien S2 und S4 der Mailänder S-Bahn bedient.
Außerdem liegt Varedo an der Straßenbahn Mailand–Limbiate.

## Gemeindepartnerschaft
Varedo unterhält seit 2000 eine Partnerschaft mit der französischen Stadt Champagnole im Département Jura.

## Söhne und Töchter der Stadt
- Alberto Colombo (1946–2024), Formel-1-Rennfahrer